# Донська вулиця (Київ)
Донська́ ву́лиця — вулиця у Солом'янському районі міста Києва, місцевість Олександрівська слобідка. Пролягає від проспекту Валерія Лобановського до Народної вулиці (в довідковій літетатурі цю заключну частину вулиці відносять до другого прилучення Донської вулиці до проспекту Валерія Лобановського).
Прилучається Караїмський провулок. Вулиця має форму лінії, до якої долучається два тупикових відгалуження — також частини вулиці.

## Історія
Вулиця виникла в середині ХХ століття під назвою 2-а Софіївська. Сучасна назва — з 1955 року.